# Джон Маршалл (плавець)
Джон Маршалл (англ. John Marshall, 29 березня 1930 — 31 січня 1957) — австралійський плавець.
Призер Олімпійських Ігор 1948 року, учасник 1952, 1956 років.